# 호키국

호키 국

호키국(일본어: 伯耆国 호키노쿠니[*])은 산인도에 위치한 일본의 옛 구니이다. 현재의 돗토리현 중부와 서부에 해당한다. 하쿠슈(伯州)라고도 한다.

## 군
- 가와무라군(일본어판)(河村郡)
- 구메 군 (호키 국)(일본어판)(久米郡)
- 야바세군(일본어판)(八橋郡)
- 아세리군(일본어판)(汗入郡)
- 아이미군(일본어판)(会見郡)
- 히노군(日野郡)